# 佐藤裕美のヒロミデンパ
佐藤裕美のヒロミデンパ（さとうひろみのヒロミデンパ）はラジオ関西で2004年10月1日から2005年10月28日まで放送していたラジオ番組。インターネットラジオ配信サイト音泉でも4日遅れとなる毎週火曜日に再配信されていた。
後番組は「佐藤ひろ美のコミデジ」（2005年11月4日 - 2006年3月31日）。

## 放送概要

### パーソナリティ
- 佐藤裕美（現:佐藤ひろ美）

### スタッフ
- やまけん（山本健司）
- 中曽聡太郎
- 田中ヨシノリ（A型・双子座）

### その他関連者
- ナカムラ（プロデューサー）
- ヤマザキ（ブロッコリー）
- スイタ（裕美のマネージャー）

### 放送時間など
- 放送期間:2004年10月1日 - 2005年10月28日
- 毎週金曜深夜27:00 - 27:30（ラジオ関西にて放送）
- 音泉で4日遅れとなる毎週火曜日に再配信

### テーマ曲
- あなたにとどけ（歌：佐藤裕美）

## コーナー
オープニング替え歌
開始後すぐに流れるオープニング曲に替え歌で語呂を合わせ、それを裕美が唄うコーナー。
フツオタ
リスナーから送られた葉書 or メールのお便りを読むごく普通のコーナー
ヒロミ自動車に乗りたい（正確には「ヒロミ自動車に乗りたい ブッブー」）
車の免許が未修得である裕美に普通免許を取らせるためのコーナー。
毎週、リスナーが考えたお題やチャレンジに成功したら勝利。失敗の場合は罰金500円（ゲーム内容によってはそれ以上かそれ以下の額も有）を裕美が払う。その時に登場する子豚の貯金箱“ひろみちゃん”が、過去に何度か音泉の他番組にも登場したことがあり、現にそのパーソナリティーからの入金も何度かあった。ちなみに「ヒロミデンパ」放送中には自動車学校にすら行くことはなかった。

### ゲーム内容
通算成績：12勝28敗（放送56回中40戦）
| ＃ | ゲーム内容 | 地上波OA日 | 結果 | 備考 |
| -- | --- | ---------- | ---- | --- |
| 1  | 路上では色々な事に的確に対処出来なければならないので、5人のスタッフが同時に言った好きな食べ物を聞き分ける                                    | 10月1日    | 失敗 | - \500貯金 - 東京都 樽っぽい人（やまけん）からの出題 - 4回聞いて裕美が答えられたのは、ラーメンとミルクケーキ - 誤答として「ミルモでポン!」、「おたささ」等と答えた                                                                                      |
| 2  | 運転中、お腹がすいても食べながら運転するのは駄目なので信号を待っている瞬間に一気に空腹を満たすためにソフトサラダせんべいを30秒以内に食べる   | 10月8日    | 失敗 | - \500貯金 - 頑張れば30秒でいけるかもしれないがもう一度チャレンジしたいとは思わない - 番組の最後で、賢い人は割ってから食べるけど、裕美はそのまま食べ始めたのが失敗だったと反省                                                                          |
| 3  | アクセルに足が届かないので人より力を込めないといけない裕美が脚力を増強する+地理を覚えるために空気椅子の体勢で山手線の駅を1分間以内に20個言う | 10月15日   | 失敗 | - \500貯金 - 自分の空気いすの体勢に「う○こしている人みたいじゃない?」 - 答えられたのは、原宿、渋谷、東京、神田、日暮里、品川、目黒、目白、新宿、代々木、池袋                                                                                            |
| 4  | 隙間の間から一瞬だけ飛んで出てくる言葉を当てる                                                                                               | 10月22日   | 失敗 | - 裕美、「エンジェリック・シンフォニー」と答えてまんまと不正解（ヒッカケにハメられた） - 正解は「エンジェリック・シンタニー」 |
| 5  | 単語から連想される物を答える | 10月29日   | 失敗 | - \1000貯金 - 10個以内に分かればクリア、その後は500円、1000円、3000円コースが用意された。 - 1000円コースの「ミッキーマウス」で木谷高明と分かり正解 - 出題された単語はＡ、散歩、山、一、双子、宝、野菜、金沢、六本木、練馬、眼鏡、スーツ、ミッキーマウス |
| 6  | 3×3マスに記号or絵が書かれており5秒間だけ見て記憶してお絵かき、（間違った数）×\100貯金                                                        | 11月5日    | 失敗 | - \500貯金 - お情けで3秒間追加して見せてもらった - 全く分からなかった所には、お花、おっぱい（エンタマで叶美香を見たので）、自分の顔を書いた |
| 7  | まともな3択の危険予測問題 | 11月12日   | 成功 | - 問題をあまり理解していなかったが、一番慎重そうな行動の2番を選び正解 - 初めての成功で「やったー、佐藤、初めてー」、「おかあーさーん」、「かかずさん、やったよー」などと叫び大興奮                                                                      |
| 8  | 運転ミスで海に落ちた時に助かるためには肺活量が必要なので息継ぎ無しで40秒間声を出す                                                           | 11月19日   | 失敗 | - \1000貯金 - かなり悔しかったので「失敗したら500円を追加で払うので2回目の挑戦をさせて下さい」と志願 - 1回目、2回目共に20秒位が限界で失敗 |
| 9  | 素早いハンドル捌きが必要なので、「猫踏んじゃった」を30秒以内で弾きながら歌う                                                                 | 11月26日   | 成功 | - 「猫踏んじゃった」以外の部分の歌詞を知らなかったので、「にゃーにゃー」と歌った - 25秒04で成功、興奮して2回前の放送と同じように「かかずさん、やりましたー」と叫んだ                                                                                    |
| 10 | 車を身近に感じられるように車偏の漢字を5個答える                                                                                              | 12月3日    | 失敗 | - \1000貯金 - 轟（とどろき）を最初に思いつくが車編ではないとスタッフに判定されてカウントされず（しかし後に12回目の放送でリスナーから轟は車偏であるという指摘があった） - 小銭が21円しか無かった＋全く思いつかなかったことから自分から1000円を貯金       |
| 11 | バックミラーを活用出来るように目の前に鏡をおいて後ろでやまけんが持っている文字を答える                                                       | 12月10日   | 失敗 | - \500貯金 - 「分かったー、当てちゃうよー」と叫ぶが罠にはまる - 正解は「裕美姉さん お誕生目 あめでどう」 - 正解を伝えた直後、やまけんが花束を渡し少し涙声になる裕美                                                                                     |
| 12 | 路上ではとっさの判断が必要なのでコーラ、麺つゆ、醤油とコーラのブレンドの中から一瞬でコーラを見分けて飲む                                     | 12月17日   | 成功 | - 正解したが気分が良いのでそれぞれを試飲することに - 醤油とコーラのブレンドは非常にまずく、やまけんにも試しに飲んでもらった |
| 13 | 裕美、かかずのお互いの特徴を正確にとらえて似顔絵を描く                                                                                       | 12月24日   | 失敗 | - \55貯金 - 北海道に行きたいやまけんが出題 - スタッフが裕美の絵を見て大爆笑、スタッフ3人全員が「かかずさんの勝ち」と判定 - かかずは裕美の絵を「味のある絵ですね」とフォロー - 2人の描いた絵は会員用ページの放送後の写真で見る事が出来た                 |
| 14 | 免許の写真は一発勝負なのでナカソの1分間のギャグに耐える                                                                                      | 12月31日   | 成功 | - 色々引っ張って、やまけんに言えと言われた「1ニョッキ」と言ったが、裕美は声に出しては笑わなかった |

| ＃ | ゲーム内容 | 地上波OA日 | 結果 | 備考 |
| -- | --- | ---------- | ---- | --- |
| 15 | 手先の器用さを鍛えるために小豆を30秒で60個皿から皿へ移す                                                                                          | 1月7日     | 失敗 | - \500貯金 - 途中、余裕をかまして音楽用語を言いながら移していたら、結局30個しか移せなかった |
| 16 | 警察に怒られた時の窮地を脱する時のために色気でやまけんを誘惑する                                                                                  | 1月14日    | 失敗 | - \100貯金（小銭が50円玉2枚しか無かったので） - 「今日さみしいなあ、帰りたくないなあ」となかなか色気のある声で言ったがやまけんの判定は失敗 |
| 17 | 自分が乗りたい車のイラストを歌いながら描く（やまけんに認められるくらい上手なら合格、あまりにも下手な場合は貯金＆イラストを音泉HPにアップ）        | 1月21日    | 失敗 | - \400貯金 - 裕美はキャンピングカーが欲しいと言っていたが、牽引免許ではないと取れない事を初めて知った - 不合格だったにもかかわらずイラストは音泉に載せられていない |
| 18 | 細くねじったティッシュペーパーをスタッフ（P中村）が鼻の中に入れ、そのくすぐりに目を閉じて30秒間耐える（声を出したらアウト）                       | 1月28日    | 失敗 | - \500貯金 - リスナーからのお便りによれば「路上ではどんな事があっても動じない事が必要」ということでこのゲームが採用 |
| 19 | テーブルクロス（DJするための机）の全長を勘で答える（誤差10cm以上の場合は貯金）                                                                    | 2月4日     | 失敗 | - 裕美の予想1mで予想を大きく外す（実際の全長120cm） - \500がなかったため持ち合わせていた小銭（\167）で貯金 |
| 20 | 裕美の持ち曲のイントロを5曲出題で全問当てる | 2月11日    | 成功 | - 「運転は視覚だけではなく周りの音に気を配るという聴覚も大事」というリスナーのアイデア |
| 21 | 休止 | 2月18日    | ―    | - お便りを大量に読んだためこの週はお休み |
| 22 | 番組が用意したチューインガム5種類（ブラックブラック、クールミントガム、グリーンガム、フラボノガム、ミントブルー）を5個中3個的中させる（利きガム） | 2月25日    | 成功 | - 正解は（食べた順から）1.ブラックブラック 2.クールミント 3.ミントブルー 4.グリーンガム 5.フラボノ（裕美全問正解） - 商品名は明かしてメーカーが伏せられていたが、ロッテである（しかもオールミント味） - 裕美、「利き」シリーズに気にいった模様 |
| 23 | 「こえだちゃんのおはやっほー♪」を聴きながら「Angelica」の1コーラスを唄う                                                                          | 3月4日     | 成功 | - スタッフの判定は○だったが、裕美の自己申告（冒頭唄い間違い）で\500貯金 |
| 24 | 女性スタッフ（今回は衣装担当の山崎）が指で3文字書いてもらい、背中の文字が何かを当てることが出来ればクリア                                         | 3月11日    | 失敗 | - \500貯金 - 「ひろみ」と解答していたが不正解（正解は「七五三」） - 「運転のバックとは100％関係ないかもしれないが、後ろの感覚をつかむ為」というリスナーのアイデアで採用された - 不正解後に「はじめね、何かチ○コかと思っていたんですよ」と微妙に際どい発言をしていた |
| 25 | オヤジギャグを言い、面白いかどうかをスタッフに判断。面白ければクリア                                                                              | 3月18日    | 失敗 | - 「サトちゃん（加トちゃん） ペッ!」とギャグを飛ばしたが撃沈（\500貯金） - リスナーのお便り「自動車学校に通っているリスナーが一度出来てしまった重い空気を吹き飛ばすにはオヤジギャグしかない」 |
| 26 | 休止 | 3月25日    | ―    | - お便り微量増採用週 |
| 27 | 知恵の輪を20秒以内に外せばクリア | 4月1日     | 成功 | - 奇跡的に取れて裕美、興奮 - 雪道でのタイヤチェーンの着脱（投稿者：長野県 H.N. 戦慄の王女）→知恵の輪 |
| 28 | 早口言葉で「ガッツ石松増殖中」を5回 | 4月8日     | 失敗 | - \500貯金 - 2回挑戦したが「どうしょくちゅう」と聴こえた部分があり失敗 |
| 29 | ゴミ箱にゴミを投げ入れる（チャンスは3回） | 4月15日    | 失敗 | - \300貯金 - 車の運転に必要である距離感を試した |
| 30 | ブタミントンでゲストの石田燿子と対戦 | 4月22日    | 成功 | - 車の運転はとっさの危機回避のために反射神経が必要 - 負けた石田が\500貯金 - 音泉で流行り始めているブタミントンは同じ音泉で配信されている番組『外道乙女隊放送局』から引っ張ってきた |
| 31 | 左手で自分のサインを30秒以内に10個書く | 4月29日    | 失敗 | - \500貯金 - 3個しか書けなかったという最悪ぶり - 右ハンドルに慣れすぎていると上手く運転が出来ないかもしれないので、左ハンドルでも違和感を覚えないようにこのゲーム |
| 32 | 30秒間に高速道路名を5つ挙げる | 5月6日     | 失敗 | - \500貯金 - 実践向きらしい - 首都高しか分からず |
| 33 | 利き手ではない方でけん玉に挑戦（3回中どこの場所でもいいので1回でも成功できたらクリア）                                                            | 5月13日    | 成功 | - 外国車（左ハンドル）対策用ゲーム? - 裕美は右利きなので左手で挑戦 - 詳細：1.失敗 2.失敗 3.成功 |
| 34 | 信号機の色（青・黄・赤）の意味を答える | 5月20日    | 失敗 | - 青：進め（×）→進んでもいいよ（○）／黄：ちょっと休め×／赤：絶対止まれ× 不正解（\500貯金） - 〈正解〉青：歩行者は進むことが可能（「進め」という意味ではない）。黄：車や路面電車は停止位置から先に進んではいけない（ただし安全に停止することが出来ない場合は先にそのまま進んでも可）。赤：歩行者…横断不可、車・路面電車…停止位置を越えて進んでは不可（ただし左折している車や路面電車は左折方向の信号が赤でもそのまま進んでも可。 |
| 35 | おっぱいを使って30秒以内にダジャレを3つ作る | 5月27日    | 失敗 | - 車の運転でとっさの判断力を磨く - \500貯金 - 1つもダジャレが浮かばず（「おっぱいがいっぱい」とは言ったものの韻を踏んでいるだけだった） |
| 36 | 旗上げゲーム（30秒間に2回失敗したら失敗） | 6月3日     | 失敗 | - \500貯金 - 裕美、アタフタ |
| 37 | 休止 | 6月10日    | ―    | - 「ヒロミ、ベテラン声優になりたい!」の方を行ったためお休み |
| 38 | 当番組のリスナーのデンパネームを10人挙げる（制限時間1分）                                                                                         | 6月17日    | 成功 | - 難なくクリア - 参考までに裕美が答えた10人を順番に→白馬の天使、グリグリ、電撃のGハロン、にらじー、ペ・カレー、せいちゃん、ゴウ、キタラ、ヤマト、こうちゃん - 「言ってない名前の人がいる」と裕美は申し訳なさそうだった様子 |
| 39 | 休止 | 6月24日    | ―    | - 工藤晴香をゲストに招いたためお休み |
| 40 | 休止 | 7月1日     | ―    | - ゲストの阿澄佳奈と共に「アフレコじょうずかな〜?」を行ったためお休み |
| 41 | かき氷一気食い（休まず食べること） | 7月8日     | 失敗 | - 神奈川県：まどかのクッキー の投稿 - \500貯金（既に用意していた） - 途中で吹き出してしまった音が出た - 度胸付けで行われたがこぼして凹み、頭痛と気持ち悪さでさらに凹む - 挑戦中にかかったBGMは「裕美に歴史あり」でかかった『ふにふに』 |
| 42 | 休止 | 7月15日    | ―    | - おたより中心で進めたためコーナー飛ばしてお休み |
| 43 | 知ってる車のメーカーを5つ挙げる（30秒以内） | 7月22日    | 成功 | - 解答順：トヨタ、ホンダ、フェラーリ、ベンツ、ボルノ |
| ×  | 特番のため放送休止 | 7月29日    | ―    | - タイトル名：Broccoli The Night 特別番組「プリンセスコンチェルト」 |
| 44 | 休止 | 8月5日     | ―    | - おたより（『東京キャラクターショー2005』のイベント感想）中心で進めたためコーナー飛ばしてお休み - 放送形態：オープニング（OPアカペラ含）→CM→お便り（主に同イベント感想）→♪「夏花」→CM→「あなたにデンパ」→お便り2（主に「夏花」イベント感想など）→CM→エンディング（告知など） |
| 45 | 休止 | 8月12日    | ―    | - 「アフレコじょうずかな〜?」を行ったためお休み |
| 46 | 休止 | 8月19日    | ―    | - ゲストの富田麻帆と共に「アフレコじょうずかな〜?」を行ったためお休み |
| 47 | 休止 | 8月26日    | ―    | - ゲストのMAKOと共に「歌う悩み相談室」の方を行ったためお休み |
| 48 | 休止 | 9月2日     | ―    | - 「アフレコじょうずかな〜?」を行ったためお休み |
| 49 | 会場の人とジャンケンを5回やって全員に勝つ | 9月9日     | 失敗 | - 番組自体は「夏花」イベント内での公開録音を放送 - 会場の人は「あいこ」も負けというルールだったが、減らし切れずに結局人数が多すぎてダメだった - なお、今回は「アフレコじょうずかな〜?」を先に行っていた。そのため1週2回の貯金になった |
| 50 | 休止 | 9月16日    | ―    | - ふつおた祭り（夏花ライブ＆公開録音の感想中心）を行ったためお休み |
| 51 | 休止 | 9月23日    | ―    | - ゲストの笠原弘子と共に「歌う悩み相談室」の方を行ったためお休み |
| 52 | 休止 | 9月30日    | ―    | - ゲストトークを中心に行ったためお休み |
| 53 | 休止 | 10月7日    | ―    | - 「アフレコじょうずかな〜?」を行ったためお休み |
| 54 | 日本で流行った一発ギャグを1分で10個行う | 10月14日   | 失敗 | - ダメかな〜と最初から弱気。そして結局、時間切れだった - 裕美の解答…おつかれちゃ〜ん、加トちゃんぺっ、怒っちゃや〜よ!、ちょっとだけヨ、ヒロシです、あざーっす!、ヤー!! - その他にはガチョーン、アイーン他たくさん - 言い訳は「朝までアクエリオンの打ち上げに参加していたため眠かった」 - 募金は財布の小銭全部351円（内訳…50円玉3枚、100円玉2枚、1円玉1枚）。占いの一言が気になっている様子                                      |
| 55 | 休止 | 10月21日   | ―    | - 本来はやる予定だったが、裕美がストップウォッチを読み間違えて時間配分がなくなったため、ペナルティとして小銭全額（130円）貯金のみで終わった - 次週は貯金箱を壊してカウント。±5000円で当たれば中身は裕美のもの（実質返還）、外れるとタブリエスタッフへ没収? |
| 56 | 貯金箱の中身の金額を当てる | 10月28日   | 失敗 | - 金槌でタオルに巻かれた貯金箱を壊す裕美。裕美予想は30,163円（→56〈回〉×500円=で大まかに3万円、プラス163〈「裕美」にちなんで〉と裕美は考えていた）で、実際の金額は22,998円だった - スタッフが勘定する為CMを挟んでEDで発表という引っ張りの割には結局±5000円予想が外れたため、みんな（タブリエスタッフ）の飲み代に回ることとなったらしい。 - 昨年12月にゲスト出演したかかずゆみからの「お誕生日おめでとう」のお手紙も入っていた   |

ヒロミお姉さんの　歌う!悩み相談室
リスナーからの悩みを裕美が歌って解決するコーナー。
裕美に歴史あり
裕美が今まで歌っていた曲をリスナーからリクエストするコーナー。
あなたにデンパ
裕美に言ってもらいたいメッセージを送るコーナー。
アフレコじょうずかな〜?
リスナーから考えてもらったお題（早口言葉のセリフなど）を裕美が即席で実行するコーナー。失敗の場合は500円を貯金し溜まった貯金はアクセント辞典購入金に充てていた。

### 特訓メニュー内容
通算成績：0勝7敗（2005年10月7日配信分で終了。7連敗で幕）
| ＃ | お題                                                               | 地上波OA日 | 結果 | 備考 |
| -- | ------------------------------------------------------------------ | ---------- | ---- | --- |
| 37 | 『少女シャンソン歌手新人シャンソンショー』を3回続けて早口          | 6月10日    | 失敗 | - 4度もやり直したにも関わらず撃沈 - 裕美、おたよりの紙をグジャグジャにしてしまう |
| 40 | 『生麦 生米 生卵 赤巻紙 青巻紙 黄巻紙』を3回可愛く早口             | 7月1日     | 失敗 | - \500がなく、ありったけの小銭で投入（金額不明） - 裕美、かみかみ。可愛さもスタッフに理解されず - ゲストの阿澄佳奈も挑戦したが、回数不足な上にかみかみも可愛さで押し通して成功扱い                                                                     |
| 45 | 動物のカピバラを鳴き真似する                                       | 8月12日    | 失敗 | - 変な声（アヒルと豚を足して2で割ったような鳴き声(?)）で×になり、さらに「みゅうみゅう…カピバラです」と可愛く再チャレンジしたが苦しかったので× - 財布を忘れたためツケが出来た                                                                           |
| 46 | 「こんばんみゃ♪」を5回可愛く早口                                   | 8月19日    | 失敗 | - 裕美、可愛くない上に6回（裕美の中では7回と数え間違えていた）言っていた - ゲストの富田麻帆との勝負で、裕美の判定負け - 前回のツケとあわせて1000円札（500円×2）を払う羽目になった                                                                      |
| 48 | 「マサチューセッツ州初旅客機」を3回早口（長野県・H.N.ゴウ）        | 9月2日     | 失敗 | - お題を普通に喋っていてもダメだった - 失敗の言い訳は「ナカソ（スタッフ）の顔を見ていたから」 - ラ行が苦手で仮歌の♪ラララ〜が歌えていないと周りからダメ出しされていた（「♪ナナナ〜」と聴こえるらしい）                                                 |
| 49 | 落語家的に熱いうどんを食べるマネをする（長野県・H.N.旋律の王女）   | 9月9日     | 失敗 | - またもや事前にサイフが用意されていた（スタッフが勝手に裕美のカバンの中から持ってきた） - 公開録音だったため会場の人が判定する事になる - 会場はいい反応があったが、スタッフの判断により結局ダメになった（前席のゾーンでは拍手が少なかったかららしい） |
| 53 | 「でんぱんは〜」と一息で30秒発声し続ける（宮城県・H.N.ペ・カレー） | 10月7日    | 失敗 | - 23秒で終ってしまって、少し悔しがる - ただ放送事故と思われるのも…と思っていたらしい |

## ゲスト
- 2004年12月24日 - かかずゆみ
- 2005年4月22日 - 石田燿子
- 2005年6月24日 - 工藤晴香
- 2005年7月1日 - 阿澄佳奈
- 2005年8月19日 - 富田麻帆
- 2005年8月26日 - MAKO
- 2005年9月23日 - 笠原弘子
- 2005年10月4日 - 上松範康・藤田淳平（Elements garden）
- 2005年10月21日 - 木谷高明（ブロッコリー会長）

## エピソード
- ＃17の放送からリスナーの指摘（実際は読まれず）をおそらく受けてからか、次番組予告（「みか・もりしゃんのGAS」）の「もりしゃん」のアクセントを修正したことがあった。
- ＃19の「悩み相談室」で「喉を枯れやすいのでどうしたらいいか」というリスナーの悩みに裕美はプロポリス飴がよく効くとオススメしていた。

本編でははっきりとは明かされなかったが、後に森川健康堂から出ている「プロポリスキャンディー」ということが判明。
- ＃28／2005年4月8日の収録日は慌てて出かけたらしく、鞄を開けたらブラジャーが入っていたというドジぶりを話していた。（ハンカチと間違えたらしい）
- ボクシングをやっていた為、腹筋が引き締まっている。（「angelica」の日記・2月1日を参照）
- ＃30／2005年4月22日放送分で＃13（2004年12月24日放送分／かかずゆみ）以来の石田燿子がゲスト出演した。（2人目）

「ヒロミ自動車〜」のコーナーでブタミントン対決をした。（「これまでにやったゲーム内容」参照）
- 太ったかなと本人が思い久々に体重計に乗ったら35.7kgだったと話していた（＃31／2005年4月29日放送分）
- ＃33（同年5月20日）の放送からCM明けの挨拶が「デンパンワ」と台本に記されるようになった
- 番組2回目(?)の公録を同年5月28日に『「春風」in LIVE GATE TOKYO』内で行われた。その模様は＃36（地上波:6月3日放送分、音泉:6月7日放送分）で放送された
- 裕美、「自動車―」コーナー内でやまけんが持っていたパペットマペットをパックンマックンと言ってしまい、ブース側からブザーが鳴る。（＃38／地上波:6月17日放送分、音泉:6月21日放送分）
- ＃39（同年6月24日）のゲストは工藤晴香が出演（本当は前週に出演予定だったがスタッフのタナカの手違いで翌週に持ち込まれた）
- ＃40（同年7月1日）のゲストは阿澄佳奈が「クロスワールドレイディオ」の新番宣を兼ねて出演。「GAS」にゲスト出演した時よりトークの仕方のテンションが高めだった
- 「歌う!悩み相談室」を久々（＃42／同年7月15日）にやったため、裕美「キーボードがほこり被ってますからね」と発言
- 番組始まって以来のフライング喋り（始まって3秒くらいで咳きこみから始まった）をやまけんが見事やってのけた。さらにOP替え歌も歌唱し、OPトークもやってしまった。…と思ったら、これはどうやら（8:09と放送時間が短かったことから）＜音泉＞だけのオマケ放送だったことが判明。終了後、続けて地上波本放送分の収録分が配信された（＃43?&＃43／同年7月22日）
- 「GAS」が05年7月で終了したのに伴い、＃44（同年8月5日放送分）からの次番組読み予告が「水野良Produce りょーことゆーなの G☆A☆」に変更された
- 6行目内容から約4ヵ月後、リスナーの夏バテ&夏カゼ話のおたよりで裕美は600g増えて36.2kgに増えたと言っていた（＃48／地上波:9月2日放送分、音泉:9月6日放送分より）
- 番組3回目の公録を同年8月28日に『「夏風」in 新宿FACE』内で行われた。その模様は＃49（地上波:9月9日放送分、音泉:9月13日放送分）で放送された。いつものOP替え歌は会場の人と原曲合唱という珍しい始まり方をした。
- ＃54（同年10月14日）放送分で、エンディングに突然10月いっぱいの番組終了宣言がなされた。裕美も「悔しいですね。なんで終わるんだよ〜!!」とかなりご不満な感じだったが、どうやら降板ではなく裕美パーソナリティーの番組はどこかで続くらしい（詳細は＃56にて発表）
- ＃55（同年10月21日）放送分で、やけに長いエンディング（約9分）に番組スポンサー・ブロッコリーの木谷会長が乱入。内容は（木谷曰く8番組目になる）カードゲーム「ディメンション・ゼロ」の宣伝半分と、10月30日開催の「ブロッコリー秋祭り」の告知。そして番組終了に対してツッコむ裕美に「『ヒロミデンパ＃』とか『どっか〜ん』とかに変わるんじゃないですか?」と言って白々しくかわす木谷。どうやら終了の件は特に考えていなかった模様
- 上2つの内容に関連してまだ地上波最終回も迎えていない10月25日に発表された音泉公式HPのトピックスでは、最終回翌週からのラジオ関西同時間（音泉での更新日は11月8日(毎週火曜)から）より『ヒロミデンパ』の後番組として『佐藤裕美のコミデジ』がスタート。謳い文句は「ヒロミ姉さんが帰って来る!」。10月に終わる『真田アサミのコミックデ・ジ・キャラット』の地上波対応番組的な位置づけで、雰囲気は『ヒロミデンパ』を継承したものだった。